# Калолциокорте
Калолциокорте је насеље у Италији у округу Леко, региону Ломбардија.
Према процени из 2011. у насељу је живело 13794 становника. Насеље се налази на надморској висини од 225 м.

## Становништво
| 1951. | 1961.  | 1971.  | 1981.  | 1991.  | 2001.  | 2011.  |
| ----- | ------ | ------ | ------ | ------ | ------ | ------ |
| 8.292 | 10.212 | 13.670 | 14.498 | 14.420 | 13.867 | 14.009 |